# Buddy Complex
Buddy Complex (яп. バディ・コンプレックス Бади компурэккусу, букв. Товарищеский комплекс) — аниме в жанре меха студии Sunrise.

## Персонажи
Аоба Ватасэ (яп. 渡瀬 青葉 Ватасэ Аоба) — главный герой. Школьник, учился в старшей школе Нарасино, хорошо играет в баскетбол. Попал в будущее в 2088 год из 2014 через временную воронку и стал пилотом Люксиона, меха нового образца из парной системы пилотирования.
Сэйю: Ёсицугу Мацуока
Дио Вайнберг (яп. 隼鷹・ディオ・ウェインバーグ Дзюнъё: Дио Уэинба:гу) — пилот Брадиона, напарник Аоба, лейтенант Конфедерации миротворческого альянса. Нового партнера принял прохладно, однако был благодарен за то, что Аоба позаботился о его младшей сестре Фионе.
Сэйю: Коки Утияма
Хина Юмихара / Хина Резан (яп. 弓原 雛 Юмихара Хина) — офицер Загиллианской империи, пилот Фортуны. Встретила Аобу в прошлом и отправила его в будущее к Дио.
Сэйю: Саори Хаями

### Конфедерация миротворческого альянса
В первой половине XXI века был открыт новый источник энергии — Некторибиум, запасы которого находились на территории Великой Загиллии, которая расширила свои территории, чтобы увеличить добычу. Остальные страны, желая сохранить свою независимость, сформировали Конфедерацию миротворческого альянса, в которую входят ряд стран Западной Европы, Северной Америки, Япония и др.
Капитан Сигнуса
Сэйю: Сё Хаями
Лене Клайнберг (яп. レーネ・クラインベック Рэ:нэ Кураинбэкку) — вице-капитан Сигнуса.
Сэйю: Аюми Фудзимура
Ли Конрад (яп. リー・コンラッド Ри: Конраддо) — командор, возглавляет отряд из пилотов мехов Сигнуса, пилот Берила. Встречается с Эльвирой Хилл.
Сэйю: Томокадзу Сугита
Ярл Дюран (яп. ヤール・ドゥラン Я:ру Дуран) — лейтенант.
Сэйю: Хироюки Ёсино
Фромм (яп. フロム・ヴァンタレイ Фурому Вантарэи) — новый член команды Сигнуса.
Сэйю: Юки Кадзи
Эльвира Хилл (яп. エルヴィラ・ヒル Эрувира Хиру) — создатель программы парной системы пилотирования.
Сэйю: Рина Сато
Маюка Насу (яп. 奈須 まゆか Насу Маюка) — помощник Эльвиры.
Сэйю: Кана Ханадзава

### Загиллианская империя
Альфред Галант (яп. アルフリード・ガラント Аруфури:до Гаранто) — подполковник империи.
Сэйю: Тосиюки Морикава
Бизон (яп. ビゾン・ジェラフィル Бидзон Дзэрафиру) — пилот Загиллии.
Сэйю: Такахиро Сакураи
Таджим Василий (яп. タルジム・ヴァシリ Тарудзиму Васири) — пилот Загиллии.
Сэйю: Нобунага Симадзаки
Лаша (яп. ラーシャ・ハッカライネン Ра:ся Хаккараинэн) — пилот Загиллии.
Сэйю: Муцуми Тамура
Маргарет О'Киф (яп. マルガレタ・オキーフ Маругарэта Оки:фу) — офицер спецслужбы.
Сэйю: Юми Утияма

## Аниме
Аниме стало результатом совместной работы Хадзимэ Ятатэ и режиссёра Ясухиро Танабэ по заказу BC project. Дизайн персонажей выполнен Асако Инаёси и Томосигэ Инаёси, саундтреком стала музыка Тацуи Като. Новое аниме анонсировалось студией Sunrise с октября 2013.
В рекламных целях первый эпизод аниме был показан 29 декабря 2013 года, премьера следующих серий проходила на канале Токио MX с 5 января 2014 года, аниме повторно транслировался на YTV, TVA, BS11 и Bandai Channel. Сериал также транслируется по специальному каналу на сайте YouTube.

## Манга
Манга-адаптация сериала публикуется в журнале Dengeki Daioh ASCII Media Works с 27 января 2014 года.